# 코인텔프로

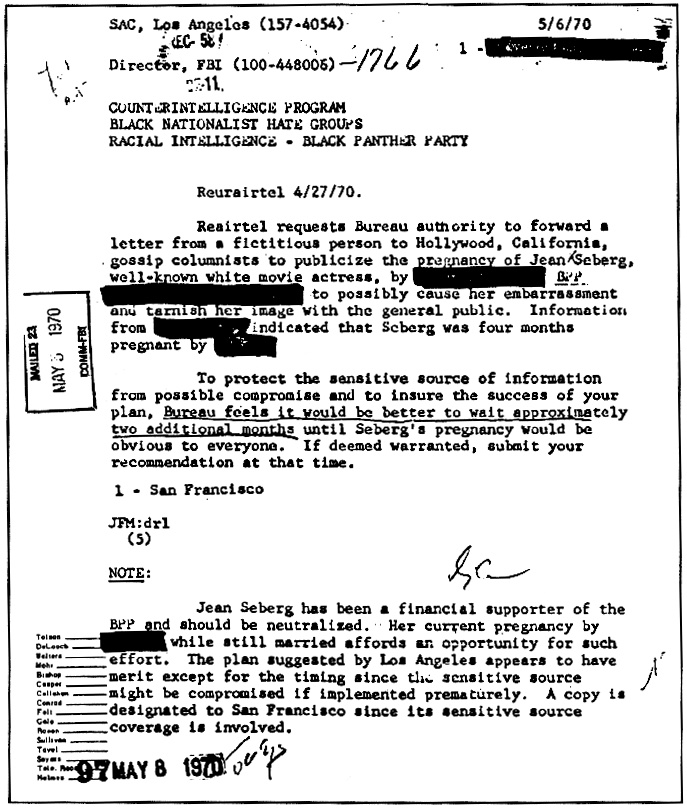
흑표당의 재정적 지지자인 진 시버그의 임신 사실을 폭로하는 계획을 제안한 코인텔프로 메모에는 "그녀를 당황하게 하거나 일반 대중들에게 그녀의 이미지를 손상 시킬 수 있기를 바람" 이라 적혀있었다.

코인텔프로(영어: COINTELPRO)는 "Counter Intelligence Program"의 약칭이며 1956년-1971년 사이 기간에 미국의 연방수사국 FBI가 국내 정치조직의 감시, 침투, 불신, 교란을 목적으로 한 일련의 비밀스럽고 불법적인 작전이다. FBI 기록에 따르면 코인텔프로 자원은 FBI가 파괴적이라고 생각하는 개인과 단체를 목표로 하고 있으며, 여기에는 페미니스트 조직, 미국 공산당, 미국의 베트남 전쟁 개입 반대 운동, 시민권 및 미국의 흑인 민권 운동(예: 마틴 루터 킹 주니어, 네이션 오브 이슬람, 흑표당), 환경 운동가 및 동물 권리 단체, 아메리칸 인디언 운동, 치카노 및 멕시코계 미국인 단체, (영 로드와 푸에르토리코 사회당과 같은 푸에르토리코 독립 단체 포함), 더 광범위한 신좌파의 일부였던 다양한 조직, KKK단과 극우 단체인 국민 권리당과 같은 백인 우월주의 단체가 포함되어 있다.
미국 연방수사국은 역사적으로 비밀 임무를 수행했지만 이 사이의 코인텔프로 작전들은 정치적으로 급진적이라고 생각되는 조직들, 이를테면 미국 정부를 무력으로 뒤집으려는 조직들에서 마틴 루터 킹 2세의 남부기독교지도회의와 백인우월주의 극우단체인 KKK단 등의 인종차별주의 조직들을 포괄하였다. 코인텔프로의 설립 문서는 FBI 요원들이 이들 저항 움직임과 지도자들의 활동을 "색출, 처단, 거짓 정보 유포, 악명, 그리고 전반적으로 무력화시키라"고 지시했다.

## 역사
코인텔프로 산하의 중앙집권적 운영은 1956년 8월 미국 공산당 내부에서 "파벌주의를 높이고 혼란을 야기하며 탈당을 쟁취"하기 위한 프로그램으로 공식적으로 시작되었다. 익명의 전화, 미국 국세청 감사, 미국 공산주의 조직을 내부적으로 분열시킬 문서 작성 등이 전술에 포함되었다. 후버가 작성한 1956년 10월 메모에는 코인텔프로 내부를 포함하여 FBI가 진행 중인 흑인 지도자에 대한 감시를 재분류했으며, 이 운동에 공산주의자들이 침투했다는 근거가 있었다. 1956년 후버는 미시시피주의 민권운동 지도자이자 외과의사이자 부유한 기업가인 T. R. M. 하워드 박사를 비난하는 공개서한을 보냈는데, 그는 최근 조지 W. 리, 에밋 틸, 그리고 남부의 다른 아프리카계 미국인들에 대한 살인사건을 해결하는데 있어서 FBI의 무활동을 비난했다. 1957년 아프리카계 미국인 민권단체인 남부기독교지도자회의(SCLC)가 창립되자 FBI는 거의 즉시 이 단체를 감시하고 표적으로 삼기 시작했는데, 특히 바야드 러스틴, 스탠리 레비슨, 마틴 루터 킹 주니어에 초점을 맞췄다.

1964년 FBI가 마틴 루터 킹 주니어의 자살을 설득하기 위해 익명으로 보낸 '자살 편지'

1963년 워싱턴에서 열린 일자리와 자유를 위한 행진 이후, 후버는 킹을 코인텔프로의 주요 대상으로 지목했다. 후버로부터 킹에 집중하라는 압력을 받은 설리번은 다음과 같이 썼다
킹 목사의 강력한 선동적인 연설에 비추어 볼 때... 공산주의, 흑인, 국가 안보의 관점에서 볼 때 우리는 그를 이 나라에서 가장 위험한 미래의 흑인으로 표시해야 한다.
In the light of King's powerful demagogic speech ... We must mark him now if we have not done so before, as the most dangerous Negro of the future in this nation from the standpoint of communism, the Negro, and national security.

얼마 지나지 않아 FBI는 킹의 집과 호텔 방을 조직적으로 도청하고 있었는데, 그들은 킹이 시민권 운동의 가장 중요한 지도자로서 매일 위상이 높아지고 있다는 것을 알게 되었다.
1960년대 중반, 킹은 백인 우월주의자들의 테러 행위에 대한 관심이 부족하다고 국을 공개적으로 비판하기 시작했다. 이에 대해 후버는 공개적으로 킹을 미국에서 가장 악명 높은 거짓말쟁이라고 칭했다. 1991년 워싱턴 포스트 기자 칼 로완은 자신의 회고록에서 FBI가 킹에게 자살을 권유하는 익명의 편지를 적어도 한 통 보냈다고 주장했다. 역사학자 테일러 브랜치는 1964년 11월 21일 FBI가 보낸 익명의 "자살 패키지"에 대해 기록하고 있는데, 지난 2년간 킹 목사의 전화기를 두드리고 여러 호텔 방에 버그를 설치하여 얻은 오디오 녹음을 담고 있으며, 킹 목사의 노벨 평화상 수상이 임박했다는 발표가 있은 지 이틀 후에 만들어진 것이다. FBI 오디오 기술자 존 매터가 작성한 이 테이프는 킹이 일련의 성적인 경솔함을 기록한 것으로, 킹에게 보낸 편지와 결합되어 있다. "당신을 위한 유일한 방법은 오직 한 가지뿐입니다. 당신의 더럽고 비정상적이고 사기적인 자신이 나라에 드러나기 전에 그것을 감수하는 것이 좋습니다." 이후 킹은 자신이 노벨 평화상을 받기 전에 묵인하지 않고 자살하지 않으면 오디오가 언론에 공개될 것이라는 통보를 받았다. 킹이 그들의 강제 전술을 거부하자, FBI 부국장인 카르타 D. 드로치는 뉴스위크와 뉴스데이를 포함한 다양한 뉴스 기관에 감시 녹취록을 제공하는 미디어 캠페인을 시작했다. 1969년까지도, 다른 곳에서 언급되었듯이, "킹이 사망한 지 1년이 지났음에도 불구하고 마틴 루터 킹 주니어를 '폭로'하려는 FBI의 노력은 줄어들지 않았다. FBI는 반대자들에게 탄약을 제공하여 킹의 기억에 대한 공격을 가능하게 했고, 살해된 지도자를 기리기 위한 노력을 막으려고 했다."
같은 기간에 이 프로그램은 맬컴 엑스를 겨냥하기도 했다. FBI 대변인은 FBI가 1965년 맬컴의 살해에 "직접적으로" 관여하지 않았다고 부인했지만, FBI는 잠입을 통해 맬컴과 일라이저 무하마드 사이의 불화를 넓히고, 소문을 퍼뜨리는 등 내부 분쟁을 조장하였으며, 이는 결국 맬컴의 암살로 이어졌다. FBI는 맬컴의 아프리카계 미국인 통합 조직(Organization of Afro-American Unity)에 그의 생애 마지막 몇 달 동안 그를 집중적으로 침투시켰다. 매닝 매러블의 퓰리처상을 수상한 맬컴 엑스의 전기는 맬컴의 암살을 모의한 대부분의 남자들이 결코 체포되지 않았으며, 그의 죽음에 FBI가 개입한 전모를 알 수 없다고 단언한다.
1967년 7월부터 8월까지 일어난 도시 불안 속에서 FBI는 킹과 SCLC, 학생 비폭력조정위원회(SNCC), 혁명행동운동(RAM), 국방과 정의를 위한 디콘스, 인종평등회의(CORE), 이슬람국가(Nation of Islam)에 초점을 맞춘 "COINTELPRO-BLACK HATE"를 시작했다. 블랙 헤이트(BLACK HATE)는 게토 정보원 프로그램(Ghetto Infipper Program)을 설립하고 23개 FBI 사무실에 "흑인 민족주의 증오 유형 조직의 활동을 방해하거나 잘못 지시하거나 신용을 떨어뜨리거나 무력화하라"고 지시했다.
1968년 3월 메모에는 이 프로그램의 목표가 "전투적인 흑인 민족주의 단체들의 연합을 막는 것", "전투적인 흑인 민족주의 운동을 통일할 수 있는 "메시아"의 등장을 막는 것, "폭력의 잠재력을 행사하기 전에 잠재적인 문제아들을 정확히 집어내 무력화시키는 것", "책임 있는 공동체와 동정의 흔적이 남아있는 자유주의자들에게 공을 돌림으로써 전투적인 흑인 민족주의 단체들과 지도자들이 존경심을 얻는 것을 막는 것", "전투적인 흑인 단체들, 특히 젊은이들 사이에서 전투적인 흑인 단체들의 장기적인 성장을 막는 것"이라고 적혀 있었다. 킹 박사는 비폭력과 통합주의를 포기한다면 "메시아" 인물이 될 가능성이 있다고 언급되었고, 스토클리 카마이클은 "블랙 파워"라는 훨씬 더 전투적인 비전을 지지하는 사람으로 묘사되면서 "이런 식으로 실제적인 위협이 되기 위해 필요한 카리스마"를 가진 것으로 언급되었다. FBI는 특히 수뇌부와 조직주최자를 중심으로 관심을 기울이는 한편, 그 대상 범위를 기관장으로 한정하지는 않았다. 운영 대상에는 작가 등 개인도 포함됐다.
이 프로그램은 도시 폭동에 대한 군사적 대응을 준비하기 위한 광범위한 연방 차원의 노력과 동시에 FBI, 중앙정보국, 국가안보국, 국방부 간의 협력을 증대시키기 시작했다. CIA는 1967년 혼돈 작전(Operation CHAOS)이라고 불리는 자신의 국내 첩보 프로젝트를 시작했다. 특별한 목표물은 가난한 사람들의 캠페인으로, 워싱턴 DC를 점령하기 위해 킹과 SCLC가 조직한 국가적 노력이었다. FBI는 전국적 차원에서 이 캠페인을 감시하고 방해하는 한편, 행진에 대한 지지를 약화시키기 위해 지역적으로 표적 비방 전술을 사용했다. 흑표당은 FBI가 협력해 당을 내부에서 무너뜨린 또 다른 표적 조직이었다.
전반적으로, 코인텔프로는 사회주의 노동자당(1961), KKK단(1964), 네이션 오브 이슬람, 흑표당(1967), 그리고 반전, 공동체, 그리고 종교 단체들을 포함한 전체 신좌파 사회/정치 운동(1968)의 혼란과 방해 행위를 포괄했다. 이후 상원 교회 위원회(아래 참조)에 의한 조사는 "코인텔프로는 1956년에 시작되었는데, 이는 부분적으로 반체제 단체들에 대해 명백하게 진행할 수 있는 정부의 권한을 제한하는 대법원의 판결들에 대한 좌절감 때문이었다"고 진술했다. 공식적인 의회 위원회와 몇몇 법원 사건들은 공산주의와 사회주의 단체들에 대한 코인텔프로 운영이 FBI 활동에 대한 법적 제한을 초과하고 언론과 결사의 자유에 대한 헌법적 보장을 위반했다고 결론을 내렸다.

### 프로그램의 실상 폭로

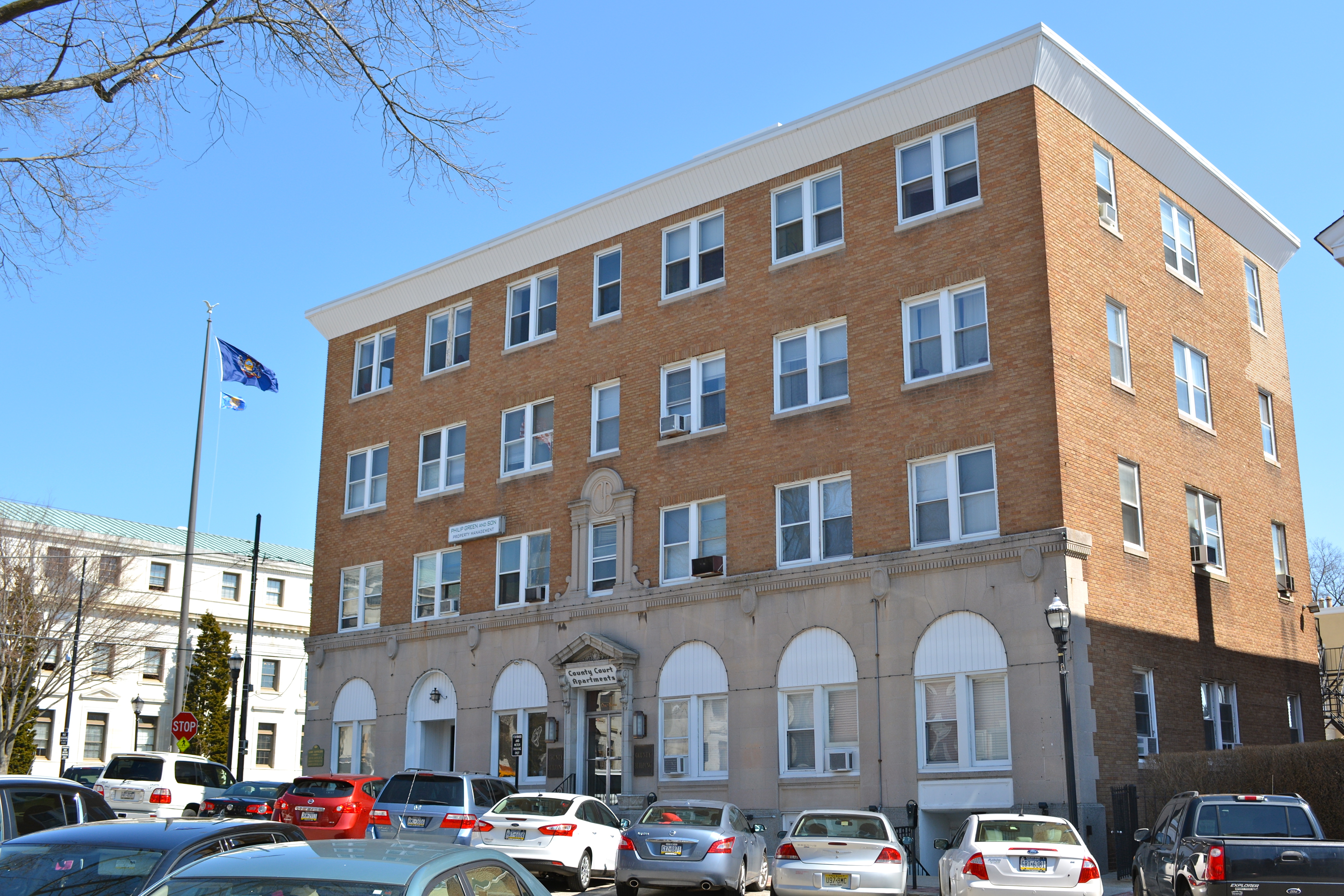
펜실베이니아주 미디어 원 베테랑 스퀘어에 있는 FBI 수사 시민위원회에 의해 파괴된 건물

1971년 3월 8일, 미국 연방수사국(FBI)이 펜실베이니아주 미디어에 있는 FBI 현장 사무실을 압수수색하고, 여러 서류를 가져갔으며, 이 자료를 뉴스 통신사에 전달함으로써 프로그램을 폭로했다. 1971년 3월, 무하마드 알리와 조 프레이저 사이의 세기의 싸움으로 알려진 복싱 경기는 활동가 단체가 강도 사건을 성공적으로 저지할 수 있게 되었다. 무하마드 알리는 네이션 오브 이슬람과 반전 운동에 참여했기 때문에 코인텔프로의 목표물이었다.
많은 뉴스 기관들은 처음에 워싱턴 포스트를 주목할 만한 예외를 제외하고는 정보의 즉각적인 공표를 거부하였다. 문서의 신뢰성을 확인한 후 (법무장관의 요청에도 불구하고) 1면에 게재함으로써 다른 기관들도 이를 따르도록 유도하였다. 그 해 안에 J. Edgar Hoover 국장은 중앙집권화된 COINTELPRO는 끝났고, 향후 모든 방첩작전은 사안별로 처리할 것이라고 선언하였다.
NBC 특파원 칼 스턴(Carl Stern)과 사회노동자당(Social Workers Party), 그리고 다수의 다른 단체들이 FBI를 상대로 제기한 별도의 소송 과정에서 추가적인 문서들이 드러났다. 1976년 미국 상원의 정보활동과 관련한 정부 운영 연구를 위한 선정위원회(Select Committee to Study to Governmental Operations to Study of Intelligence Activities)는 그 의장인 프랭크 처치(Frank Church, D-Idaho) 상원의원의 이름을 따 흔히 "교회 위원회"라고 불린다. 공개된 많은 문서들은 부분적으로 혹은 전부 수정되었다.

선정위원회의 최종 보고서는 국내 활동(코인텔프로 포함)에서 정보계의 행위를 불확실한 조건 없이 비난했다.
위원회는 정보기관의 국내 활동이 때때로 특정한 법적 금지 사항을 위반하고 미국 시민들의 헌법상의 권리를 침해했다고 판단했습니다. 정보기관 프로그램과 관련된 법적 문제들은 고려되지 않는 경우가 많았습니다. 다른 경우에는 프로그램이 "국가 안보"에 봉사하기 때문에 법이 적용되지 않는다는 믿음으로 의도적으로 무시되었습니다. 정보기관 직원들이 때때로 불법적이거나 합법성이 의심스러운 프로그램들을 상부에 공개하지 않았지만, 위원회는 가장 심각한 직무 위반은 정보 활동을 통제할 책임이 있고 일반적으로 법의 준수를 보장하지 못한 고위 관리들의 위반이라고 판단합니다. 사용된 많은 기술은 모든 대상이 폭력 활동에 연루되어 있더라도 민주 사회에서 용납할 수 없지만 코인텔프로는 그 이상을 뛰어 넘었습니다. 사무국은 수정 헌법 제1조 언론 및 결사의 권리는 위험한 집단의 성장과 위험한 사상의 전파를 막는 것이 국가 안보를 보호하고 폭력을 억제할 것이라는 이론에 근거합니다.
The Committee finds that the domestic activities of the intelligence community at times violated specific statutory prohibitions and infringed the constitutional rights of American citizens. The legal questions involved in intelligence programs were often not considered. On other occasions, they were intentionally disregarded in the belief that because the programs served the "national security" the law did not apply. While intelligence officers on occasion failed to disclose to their superiors programs which were illegal or of questionable legality, the Committee finds that the most serious breaches of duty were those of senior officials, who were responsible for controlling intelligence activities and generally failed to assure compliance with the law. Many of the techniques used would be intolerable in a democratic society even if all of the targets had been involved in violent activity, but COINTELPRO went far beyond that ... the Bureau conducted a sophisticated vigilante operation aimed squarely at preventing the exercise of First Amendment rights of speech and association, on the theory that preventing the growth of dangerous groups and the propagation of dangerous ideas would protect the national security and deter violence.

교회 위원회는 FBI(1936년까지 BOI라고 불림)가 1차 세계 대전까지 정치적 탄압을 행사한 역사를 기록했으며 1920년대를 통해 요원들이 추방을 위해 "무정부주의자, 공산주의자, 사회주의자, 개혁가, 혁명가"를 체포하는 임무를 맡았다. 1936년부터 1976년까지 국내 작전은 정치 및 반전 단체에 대항하여 증가했다.

## 주요 목표
FBI에서는 미국에서 활동하던 정치활동에 잠입하여 단체의 비방과 신뢰를 떨어트리기 위해 코인텔프로를 가동했다. 이 작전의 주요 목표는 다음과 같다.
1. 단체에 대한 부정적인 이미지를 만듬(예: 사회운동을 벌이는 활동가를 감시한 후, 부정적인 개인정보를 대중에게 공개)
2. 내부 불신을 조성하여 조직 해체(예: 대리인이 인종 갈등을 악화시키거나 익명의 편지를 보내 갈등을 조성하도록 함)
3. 집단 간의 불화 조장(예: 다른 집단이 돈을 훔치고 있다는 소문을 퍼뜨린다)
4. 공공 자원에 대한 접근 제한(예: 비영리 조직에 자금 지원이나 물적 지원을 중단하도록 압력을 가함)
5. 시위 조직 능력 제한
6. 개인이 집단 활동에 참여하지 못하게 제한함(예: 감시, 체포, 암살)

## 범위
이 작전의 시작 당시 주요 목표는 공산당이었다.
1996년 2월 BBC의 앤드루 마와의 인터뷰에서 정치운동가이자 MIT 언어학 교수인 노엄 촘스키는 코인텔프로의 목적과 목표에 대해 다음과 같이 말했다.
코인텔프로는 몇 명의 사소한 사기꾼들이 아니라 4개의 행정부 아래 국가 정치 경찰인 FBI에 의해 행해진 체제 전복 프로그램이었습니다. 그것이 완성될 때까지, 저는 모든 이야기를 훑어보지 않을 것입니다. 그것은 새로운 좌파 전체, 여성 운동, 흑인 운동 전체를 겨냥했습니다. 그 행동은 정치적 암살에까지 이르렀습니다.
COINTELPRO was a program of subversion carried out not by a couple of petty crooks but by the national political police, the FBI, under four administrations ... by the time it got through, I won't run through the whole story, it was aimed at the entire new left, at the women's movement, at the whole black movement, it was extremely broad. Its actions went as far as political assassination.

교회위원회에 따르면
이 프로그램들의 목적이 "국가 안보"를 보호하거나 폭력을 예방하는 것이었지만, 사무국 목격자들은 그 목표물들 중 많은 것들이 비폭력적이었으며 대부분이 외국 세력과 아무런 관련이 없었다고 인정합니다. 실제로, 비폭력 조직과 개인은 폭력의 "잠재력"을 나타낸다고 믿었기 때문에 표적이 되었습니다. 그리고 베트남 전쟁에 반대하는 비폭력 시민은 폭력 시위자들의 대의명분을 존경함으로써 그들에게 "도움과 위로"을 제공했기 때문에 표적이 되었습니다.
목표 설정의 부정확성은 사무국이 프로그램 주제를 정의할 수 없음으로 입증됩니다. 감독관에 따르면 흑인 민족주의 프로그램에는 "오늘날 흑인 민족주의자로 분류되지는 않지만 실제로는 주로 흑인이었던 수많은 조직"이 포함되어 있었습니다. 따라서 비폭력적인 남부 기독교 지도자 회의는 흑인 민족주의자 "증오 단체"로 분류되었습니다.
게다가 실제 대상은 프로그램 제목이 암시하는 것보다 훨씬 더 광범위한 그룹에서 선택되었습니다. CPUSA 프로그램은 공산당원뿐만 아니라 하원 반미활동위원회 폐지를 위한 전국위원회 후원자와 공산주의 영향을 받고 있거나 충분히 "반공주의자"가 아닌 것으로 간주되는 민권 운동가들을 표적으로 삼았습니다. 사회주의 노동자당 프로그램에는 SWP나 청년 사회주의 청년 단체가 공동 후원한 반전 시위의 비SWP 후원자가 포함되었습니다. 흑인 민족주의 프로그램은 팬더스에서 SNCC, 평화적인 남부 기독교 지도자 회의에 이르는 다양한 단체들을 대상으로 했으며, 모든 흑인 학생 연합과 다른 많은 흑인 학생 단체들도 포함했습니다. 신좌파의 목표물들은 SDS에서부터 외교 정책 토론을 위한 대학간 위원회, 안티오키아 대학 ("신좌파의 수호자"), 뉴멕시코 자유 대학과 다른 "대체" 학교들, 그리고 지하 신문에서부터 네 글자의 단어가 적힌 팻말을 들고 다니는 학생 출판물에 대한 학생들의 대학 검열에 항의하는 학생들까지 다양했습니다.
While the declared purposes of these programs were to protect the "national security" or prevent violence, Bureau witnesses admit that many of the targets were nonviolent and most had no connections with a foreign power. Indeed, nonviolent organizations and individuals were targeted because the Bureau believed they represented a "potential" for violence—and nonviolent citizens who were against the war in Vietnam were targeted because they gave "aid and comfort" to violent demonstrators by lending respectability to their cause.
The imprecision of the targeting is demonstrated by the inability of the Bureau to define the subjects of the programs. The Black Nationalist program, according to its supervisor, included "a great number of organizations that you might not today characterize as black nationalist but which were in fact primarily black". Thus, the nonviolent Southern Christian Leadership Conference was labeled as a Black Nationalist "Hate Group".
Furthermore, the actual targets were chosen from a far broader group than the titles of the programs would imply. The CPUSA program targeted not only Communist Party members but also sponsors of the National Committee to Abolish the House Un-American Activities Committee and civil rights leaders allegedly under Communist influence or deemed to be not sufficiently "anti-Communist". The Socialist Workers Party program included non-SWP sponsors of anti-war demonstrations which were cosponsored by the SWP or the Young Socialist Alliance, its youth group. The Black Nationalist program targeted a range of organizations from the Panthers to SNCC to the peaceful Southern Christian Leadership Conference, and included every Black Student Union and many other black student groups. New Left targets ranged from the SDS to the InterUniversity Committee for Debate on Foreign Policy, from Antioch College ("vanguard of the New Left") to the New Mexico Free University and other "alternate" schools, and from underground newspapers to students' protesting university censorship of a student publication by carrying signs with four-letter words on them.

루스벨트에서 닉슨에 이르기까지 합법적이고 불법적인 모든 대통령에 걸친 감시의 예는 교회위원회 보고서에 포함되어 있다.
- 루스벨트 대통령(1933~1945)은 FBI에 그의 '국방' 정책에 반대하는 전보를 백악관으로 보내고 찰스 린드버그 대령을 지지하는 시민들의 이름을 파일에 넣어달라고 요청했다.
- 트루먼 대통령(1945~1953)은 루스벨트의 전직 보좌관이 자신의 임명에 영향을 미치려는 노력, 노동조합의 협상 계획, 언론인들의 출판 계획에 대한 내부 정보를 입수했다.
- 아이젠하워 대통령(1953~1961)은 버나드 바루크, 엘리너 루스벨트, 윌리엄 O. 더글러스 대법관에 의해 외교 관료들과의 순수한 정치적, 사회적 접촉에 대한 보고를 받았다.
- 케네디 행정부(1961-1963)는 FBI가 의회 직원 1명, 행정부 관료 3명, 로비스트 1명, 워싱턴 로펌 1곳을 도청하였다. 미국의 법무부 장관 로버트 F. 케네디는 FBI가 마틴 루터 킹 주니어를 도청한 결과와 하원의원을 겨냥한 전자청취장치를 입수했는데, 이 두 가지 모두 정치적 성격의 정보를 제공했다.
- 린든 존슨 대통령(1963-1969)은 FBI에 그를 비판하는 사람들과 1964년 상대였던 배리 골드워터 상원의원의 참모들에 대한 "이름 확인"을 요청했다. 그는 또한 상원에서 그를 비판하는 사람들에 대한 순수한 정치적 정보를 요청했고, FBI의 전자 감시로부터 1964년 민주당 전당대회의 정치적 활동에 대한 광범위한 정보 보고를 받았다.
- 리처드 닉슨 대통령(1969년 ~ 1974년)은 백악관에서 연방 대법원 판사에 대한 정보를 포함한 국가 안보와 무관한 순수한 정치적 또는 개인적 정보를 제공하는 도청 프로그램을 승인했다.

코인텔프로 운영 대상으로 알려진 그룹은 다음과 같다.
- 공산주의 및 사회주의 단체.
- 마틴 루터 킹 주니어 및 남부 기독교 지도 회의, 전미 흑인 지위 향상 협회, 인종 평등 회의 등 미국의 흑인 민권운동과 관련된 단체와 개인들
- 블랙 내셔널리즘 단체
- 젊은 영주
- 아메리칸 인디언 운동
- 쿠 클럭스 클랜을 포함한 백인 우월주의 단체들
- 전국 국가 권리당
- 신좌파, 민주사회학생회를 위한 학생들, 웨더 지하기구, 환경운동가 등 다양한 단체들이 활동하고 있다.
- 베트남 전쟁에 항의하는 거의 모든 단체들은 물론 단체 소속이 없는 학생 시위자들도 있었다.
- 전국변호사협회
- 여성 인권 운동과 관련된 단체 및 개인
- 푸에르토리코의 독립, 아일랜드의 재통일을 추구하는 민족주의 단체들과 올란도 보쉬의 쿠바 권력, 쿠바 민족주의 운동 등 쿠바 망명 운동
- 그 외에 주목할 만한 미국인들

코인텔프로 운영자들은 한 번에 여러 그룹을 목표로 삼았고, 내부에서 이러한 그룹들의 분열을 장려했다. 편지쓰기 캠페인(정당 구성원들을 대신하여 거짓 편지를 보낸 경우)에서 FBI는 그룹들이 그들의 대의명분에 연합하지 않도록 보장했다. 특히 그들은 흑표당을 Mau Maus, Young Lords, Young Patriots 및 SDS로부터 소외시키기 위한 캠페인을 시작했다. 이러한 인종적으로 다양한 그룹은 부분적으로 Fred Hampton과 같은 카리스마 넘치는 지도자와 "Rainbow Coalition"을 만들려는 그의 시도로 인해 동맹을 구축해 왔다. FBI는 그룹들이 단결을 통해, 특히 인종적 경계를 넘어, 견인력을 얻을 수 없도록 하는 것에 관심을 두었다. 이러한 그룹을 목표로 하는 주요 방법 중 하나는 서로 다른 정당과 대의 사이에 의혹을 불러일으키는 것이었다. 이러한 방식으로 FBI는 분할 정복 공세를 취했다.
코인텔프로 문서들은 베트남 전쟁에 반대하는 시위들을 방해하려는 FBI의 의도에 대한 수많은 사례들을 보여준다. 이 임무를 완수하기 위해 많은 기술들이 사용되었다. "이들은 반전 세력들 사이의 분열을 조장하고, 사회주의자들을 비난하는 것을 장려하고, 대규모의 평화적인 시위들의 대안으로서 폭력적인 대립들을 밀어붙이는 것을 포함한다." 1966년의 한 코인텔프로 작전은 반전 운동에 대한 그들의 지원 약속으로부터 사회노동당의 방향을 바꾸려고 시도했다.
FBI는 더 이상 코인텔프로나 코인텔프로와 유사한 업무를 수행하지 않는다고 말했다. 그러나 비판론자들은 코인텔프로 정신의 기관 프로그램들이 엘살바도르 사람들과 연대하는 위원회, 아메리칸 인디언 운동, 지구 제일주의, 그리고 반세계화 운동과 같은 단체들을 표적으로 삼았다고 주장했다.

## 같이 보기
- 1971 (2014년 영화)
- 냉전
- 마크 펠트
- NSA의 무영장 감시 논란
- 미국 애국자법
- 보안